# حزب الحرية شونغوايا
حزب الحرية شونغوايا هو حزب سياسي في كينيا بقيادة أحمد جنيبي.

## التاريخ
ومقره لامو،  سيطر شعب باجوني على الحزب. في الانتخابات العامة لعام 1961 حصل على 0.4٪ من الأصوات، وفاز بمقعد واحد في المجلس التشريعي.
تم إلغاء تسجيله في عام 1967.